# Hydroptila roberta
Hydroptila roberta is een schietmot uit de familie Hydroptilidae. De soort komt voor in het Nearctisch gebied.